# Schloss Lembeck

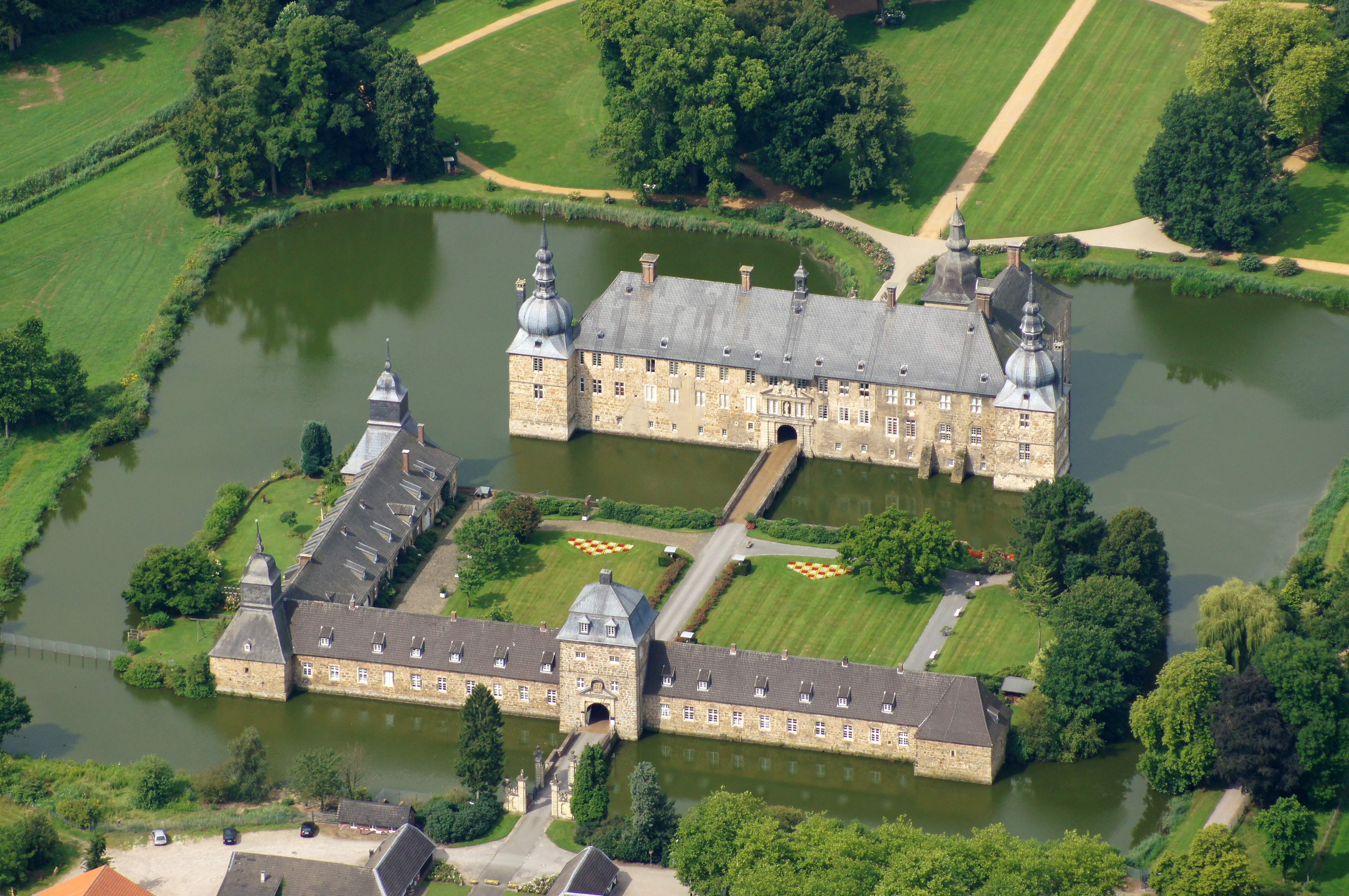
Luftbild von Haupt- und Vorburg

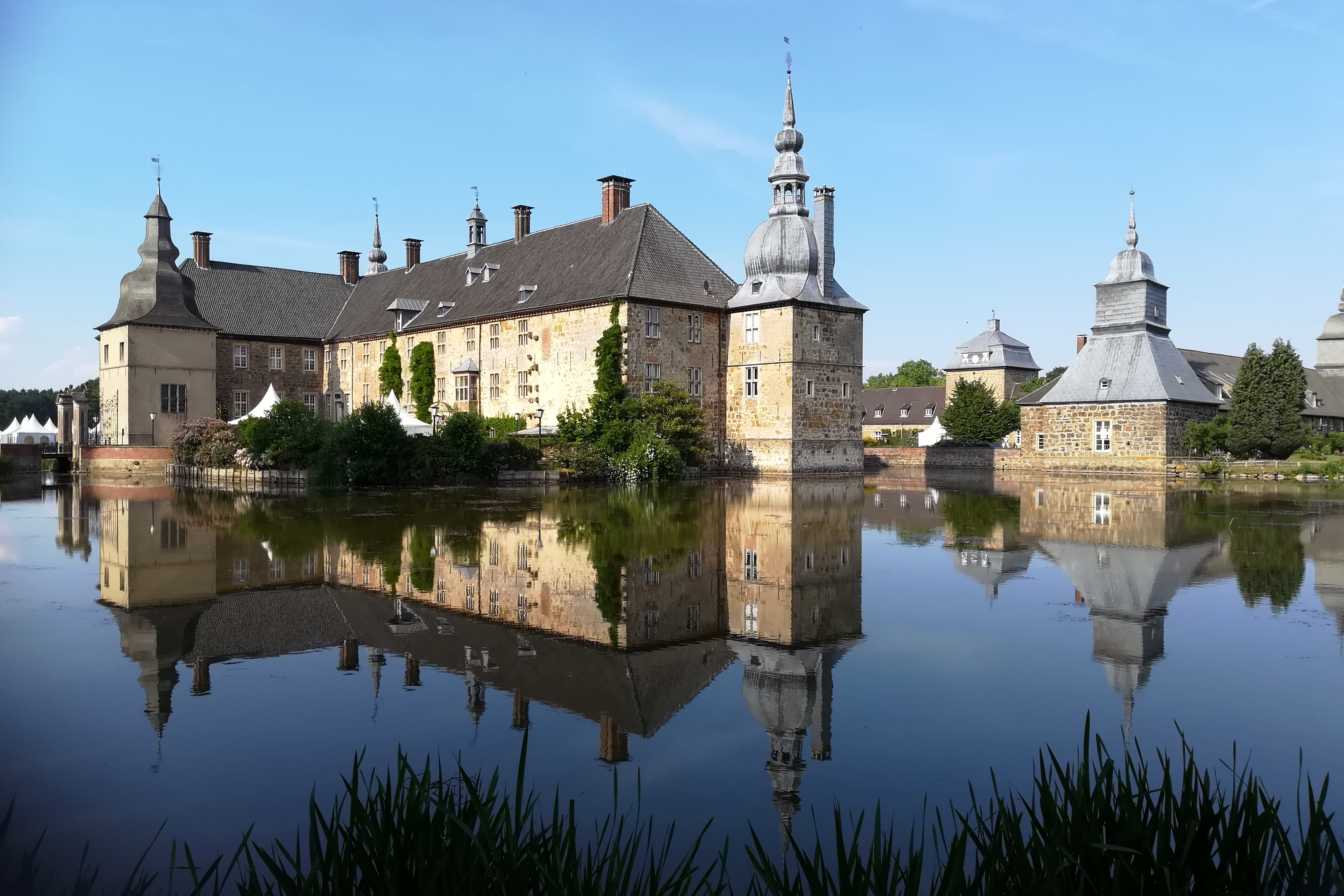
Südwest-Ansicht des Haupthauses

Das Schloss Lembeck ist ein Wasserschloss im Stadtgebiet von Dorsten an der Grenze von nördlichem Ruhrgebiet und südlichem Münsterland. Es steht im Naturpark Hohe Mark umgeben von den Wäldern „Der Hagen“ und „Kippheide“ südlich des Dorstener Stadtteils Lembeck im Nordwesten des Kreises Recklinghausen.
Der Schlossname „Lembeck“ leitet sich aus dem Niederdeutschen her. Das Grundwort „beke“ bedeutet „fließendes Wasser“ beziehungsweise „Bach“. Das Bestimmungswort, welches mit „Lehm“ und „Leim“ sprachverwandt ist, steht für „schleimig“. Somit kann man Lembeck als Lehmbach übersetzen, was auf den einstigen Standort des Schlosses inmitten eines Sumpf- und Moorgebietes hindeutet.

## Beschreibung

### Gebäude

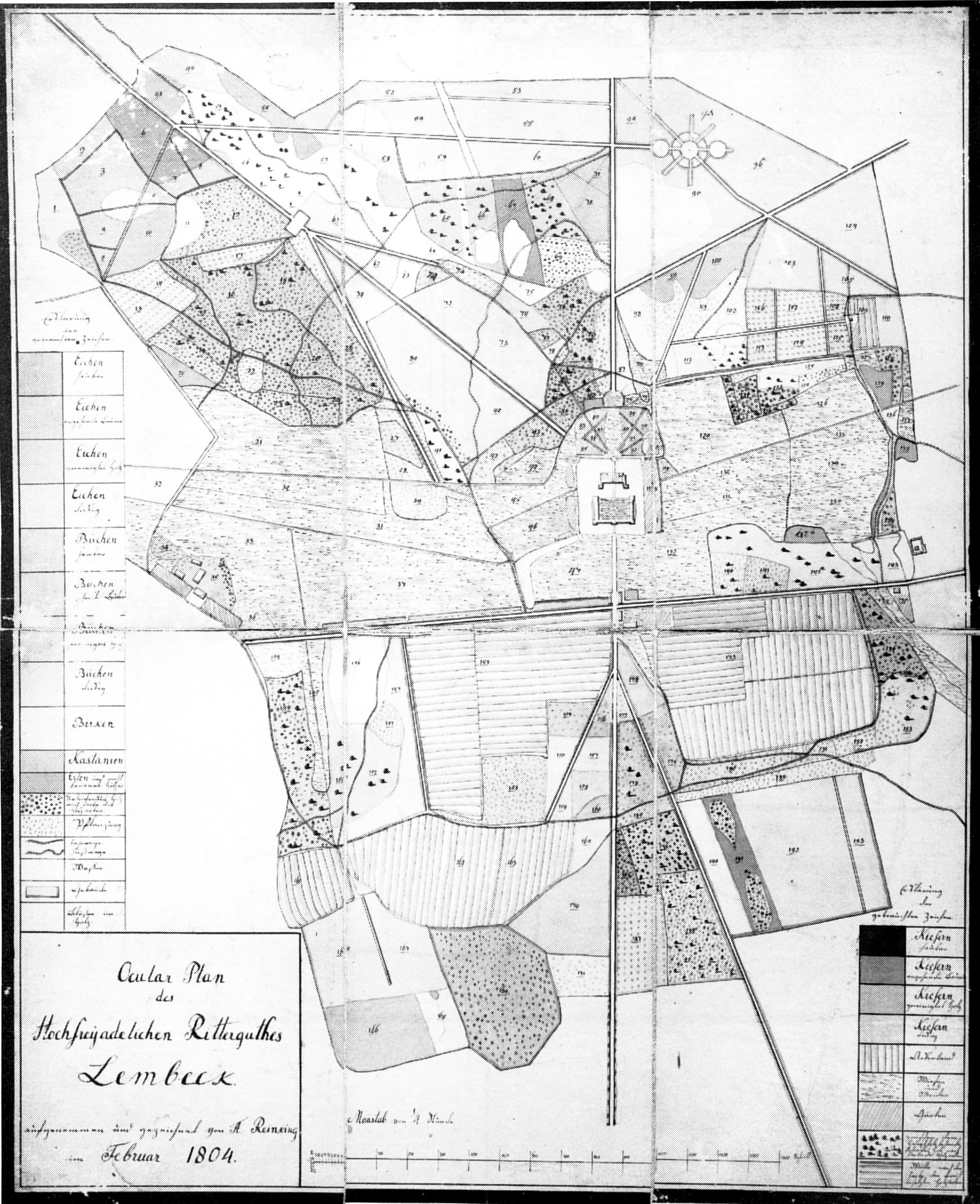
Umgebungsplan des Schlosses, 1804

Der Lembecker Wiesenbach wird auf dem Schlossareal zu einem rechteckigen, 190 × 160 Meter messenden und die Anlage umgebenden Teich gestaut. Die einzelnen Teile des Schlosses liegen so auf Inseln, die durch Brücken miteinander verbunden sind.
Die barocke Schlossanlage wird durch eine 500 Meter lange geradlinige Ost-West-Achse symmetrisch gegliedert. Sie beginnt mit einer 200 Meter langen Allee, die von Osten her auf die ehemals dreiflügelige Vorburg zuläuft.

#### Vorburg
Die zweiflügelige Vorburg besitzt eine schlichte eingeschossige Fassade mit 110 Meter Breite, die nur durch einen zweigeschossigen Torbau aus gequadertem Sandstein in ihrer Mitte unterbrochen wird. Erreichbar über zwei hintereinander folgende Brücken, besitzt er heute ein schlichtes Mansarddach. Sein Schlussstein über der Tordurchfahrt mit den Wappen Dietrich Conrad Adolfs von Westerholt zu Lembeck und dessen Ehefrau Marie Theodora von Waldbott-Bassenheim-Gudenau zeigt die Jahreszahl 1692, jenes Jahr, in dem der Umbau der Vorburg beendet wurde.
Der südliche Flügel der Vorburg wird an seinen Enden durch eingeschossige, mit Welschen Hauben und Kaiserstielenden versehene Ecktürme begrenzt, die im Keller Schlüsselscharten aufweisen. Der Südost-Turm besitzt zudem eine Schießscharte, wie sie auch links und rechts neben dem Torbau zu finden sind.

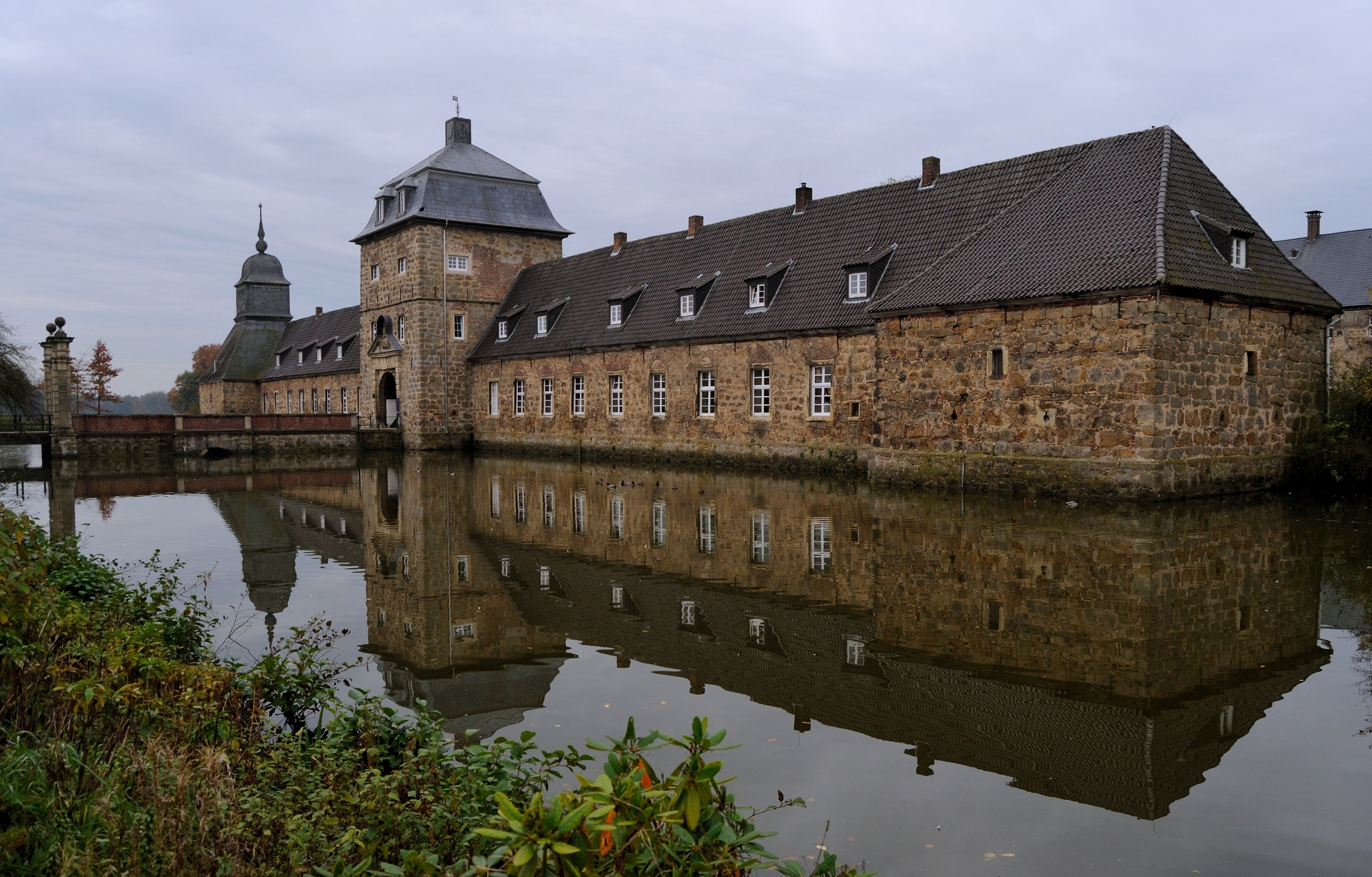
Ansicht der Vorburg von Nordosten
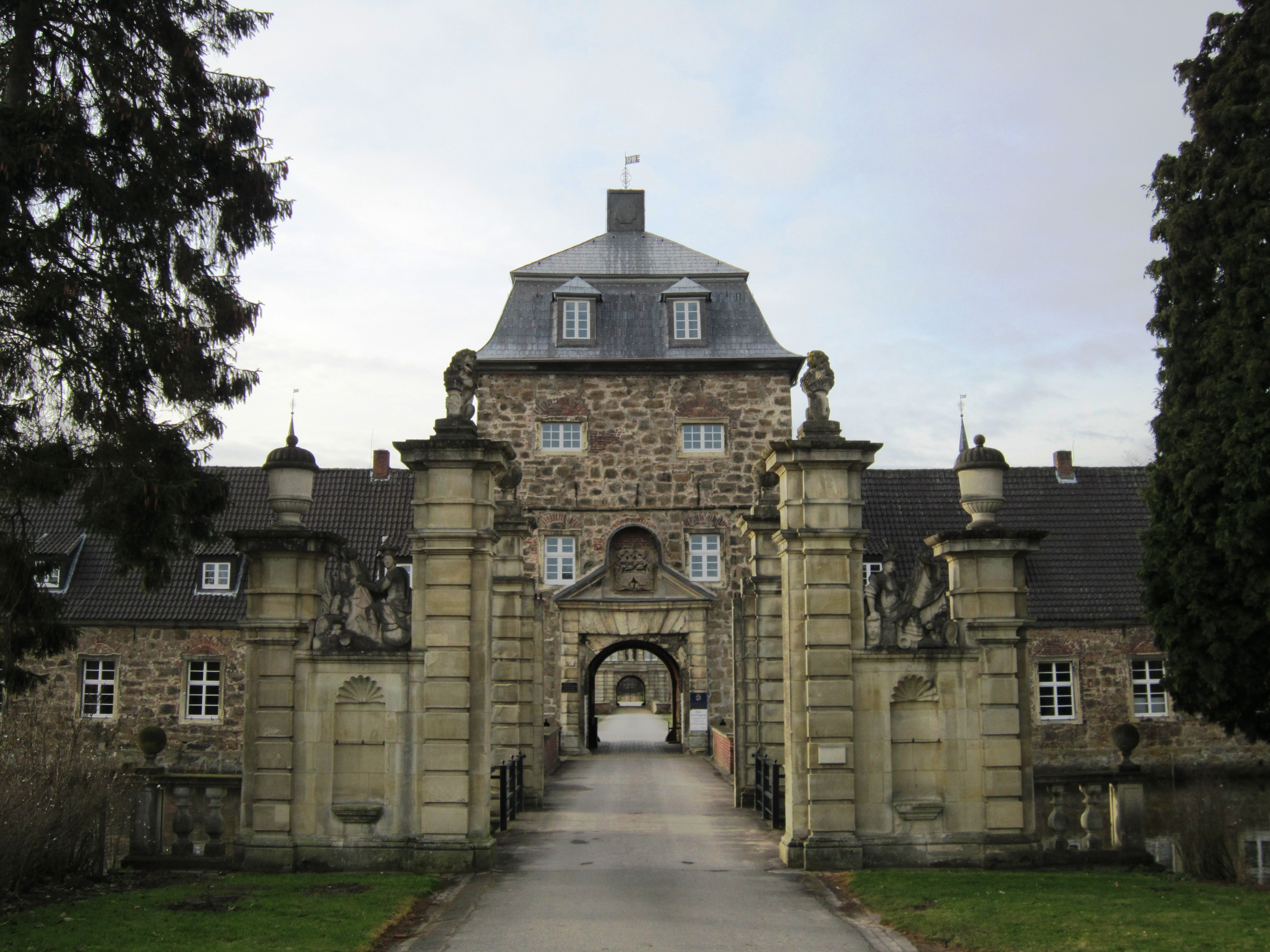
Portal und Torhaus der Vorburg
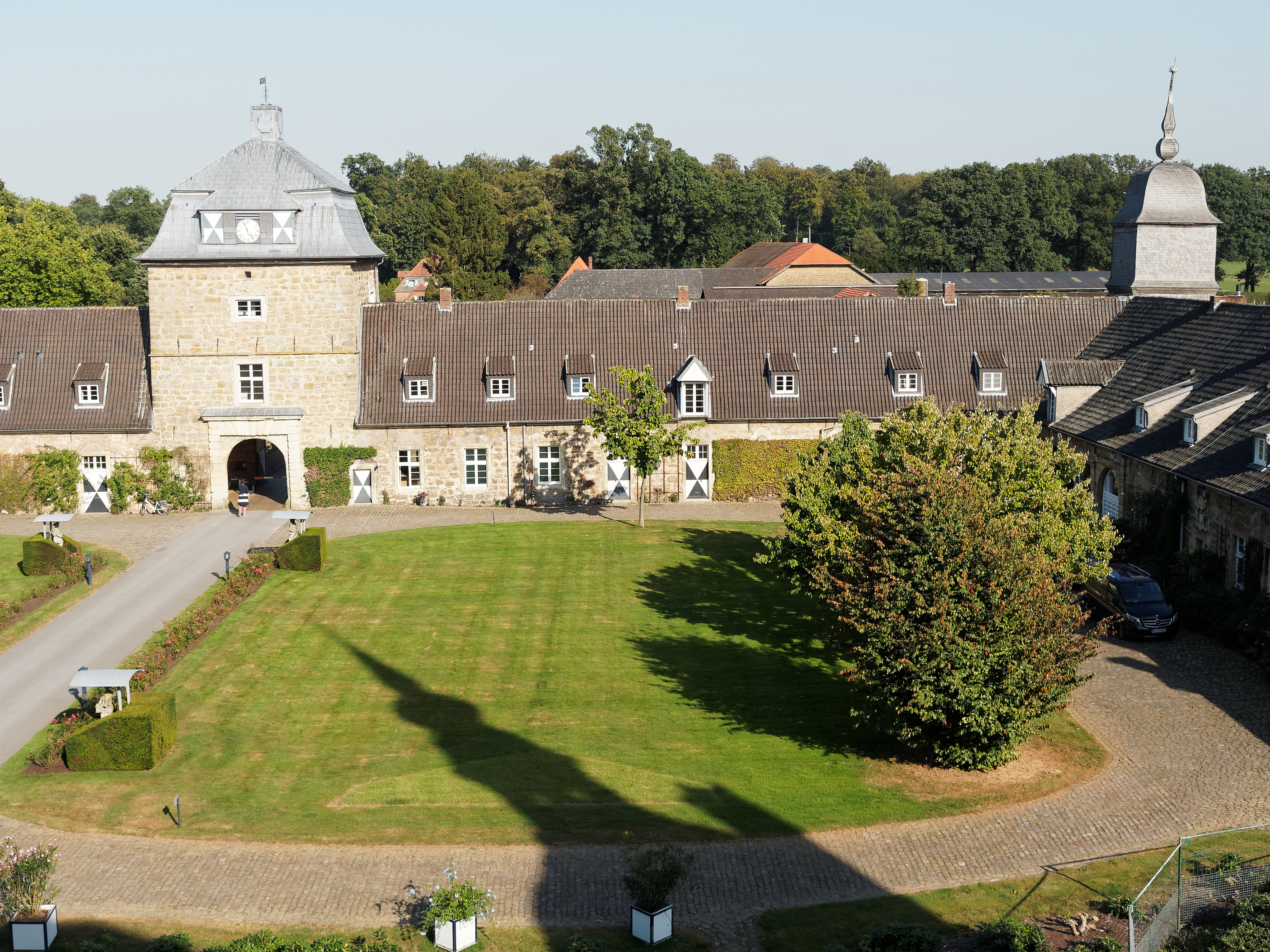
Blick in den Hof der Vorburg

#### Herrenhaus
Über den Vorburghof und eine steinerne Rundbogenbrücke ist das dreigeschossige Herrenhaus erreichbar. Ursprünglich als Dreiflügelanlage geplant, kam es wahrscheinlich aus finanziellen Gründen nur als zweiflügeliges Gebäude zur Ausführung. Es besaß ehemals einen Verputz mit eingeritzten Quadern, nicht wie früher angenommen mit aufgemalter Quaderung.
Der Ostflügel mit seinen zwei Pavillontürmen besitzt eine Länge von 94 Metern und war 1679 fertiggestellt. Der nördliche Flügel ist älteren Datums und wurde in der Zeit von 1674 bis 1679 in Umbauarbeiten einbezogen (siehe Baugeschichte).
Das Portal aus Sandstein ist vorgeblendet und wesentlich aufwändiger gestaltet als das der Vorburg. Durch seine Höhe bis zum Dachansatz wirkt es wie ein Mittelrisalit. Es zeigt das Allianzwappen Burchardts von Westerholt zu Lembeck und seiner Frau Clara von der Recke. Die dahinter liegende Durchfahrtshalle lehnt sich an Vorbilder der italienischen Renaissance und des Manierismus an. Ähnliche Durchfahrtshallen findet man auch im Palazzo Pitti und Palazzo Strozzi in Florenz sowie im Palazzo Farnese in Rom: Ankommende Gäste konnten bei Regen trockenen Fußes das Gebäude betreten, während ihre Kutschen im Innenhof gewendet oder abgestellt wurden.
Vom Innenhof des Herrenhauses führt eine breite, 14-stufige Freitreppe aus Sandstein auf eine Terrasse aus dem 19. Jahrhundert, von der aus das heutige Eingangsportal zu erreichen ist.
Auf der dem Innenhof zugewandten Seite besitzt die Fassade einen kleinen, renaissancehaft wirkenden Erker, der auf zweifach geschwungenen Sandsteinkonsolen steht. Seine Front ist durch sechs Fenster unterteilt, deren Glasscheiben zum Teil mit Jahresangaben versehen sind (späteste Jahresangabe 1677) und einen Hinweis auf seine Bauzeit geben.
Sämtliche Ecktürme des Herrenhauses besitzen Welsche Hauben und birnenförmige Schießscharten in ihrem Sockelbau.
Nach Westen ist die Herrenhausinsel durch eine hölzerne Brücke mit den Parkanlagen verbunden. Die Brückenpfeiler aus Backstein sind mit gelblichem Baumberger Sandstein gefasst und werden von wappenhaltenden Putten gekrönt. Die Pfeiler wurden 1728 von Johann Conrad Schlaun entworfen und nach 1730 errichtet. Die Putten halten die Wappen Ferdinand von Merveldts und Maria von Westerholt-Lembecks.

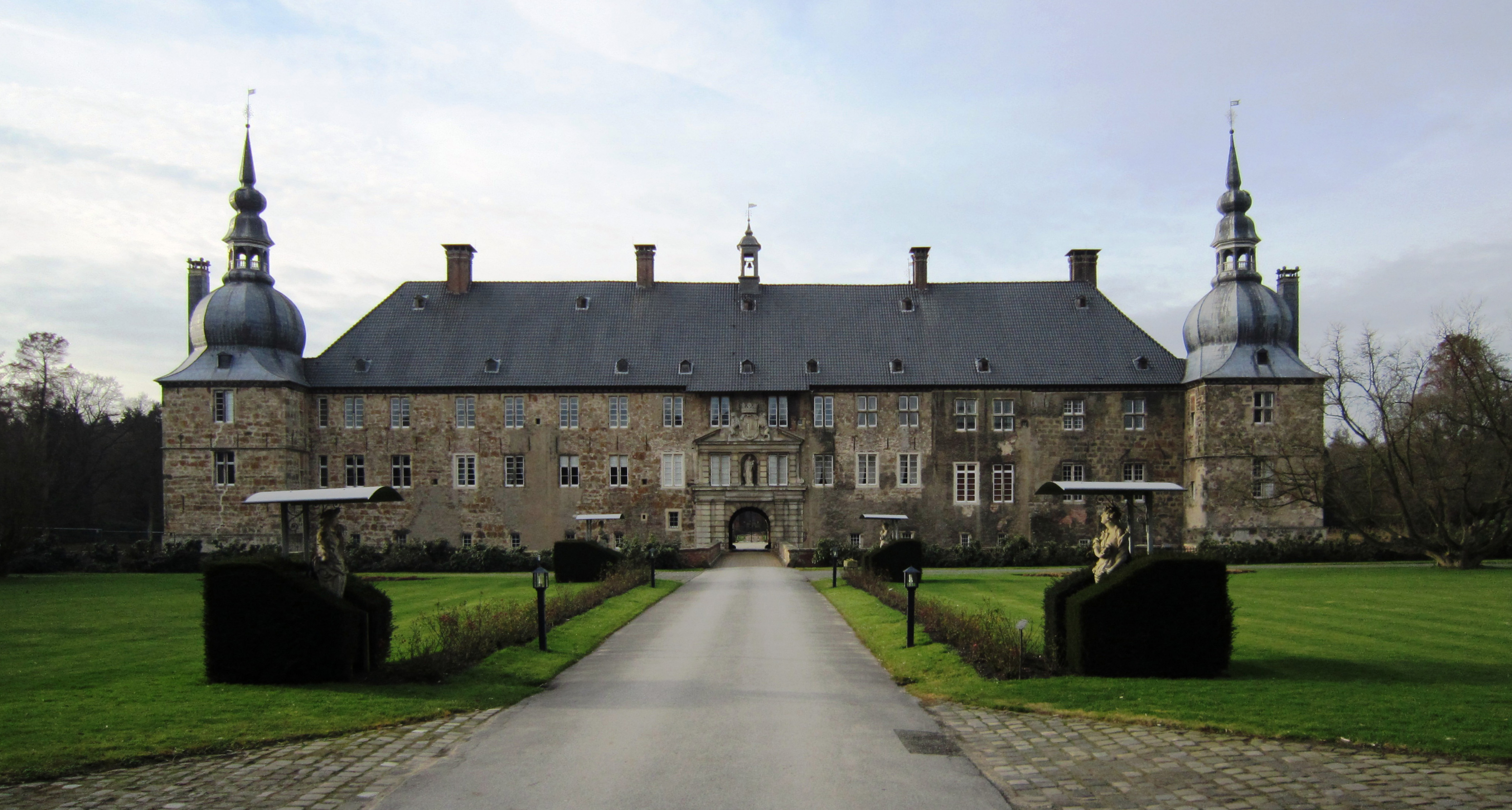
Haupthaus, Ostseite
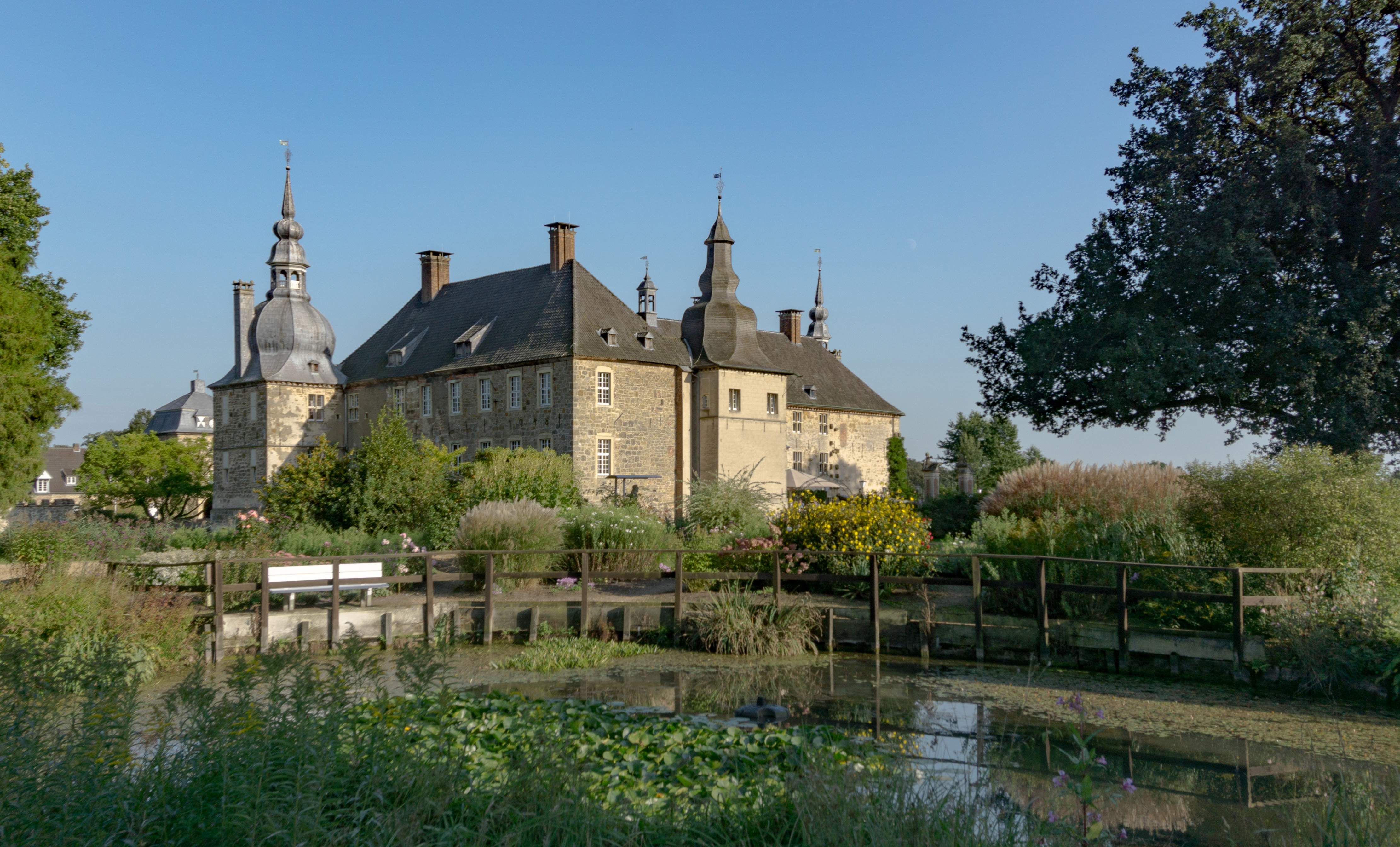
Ansicht des Haupthauses von Nordwesten
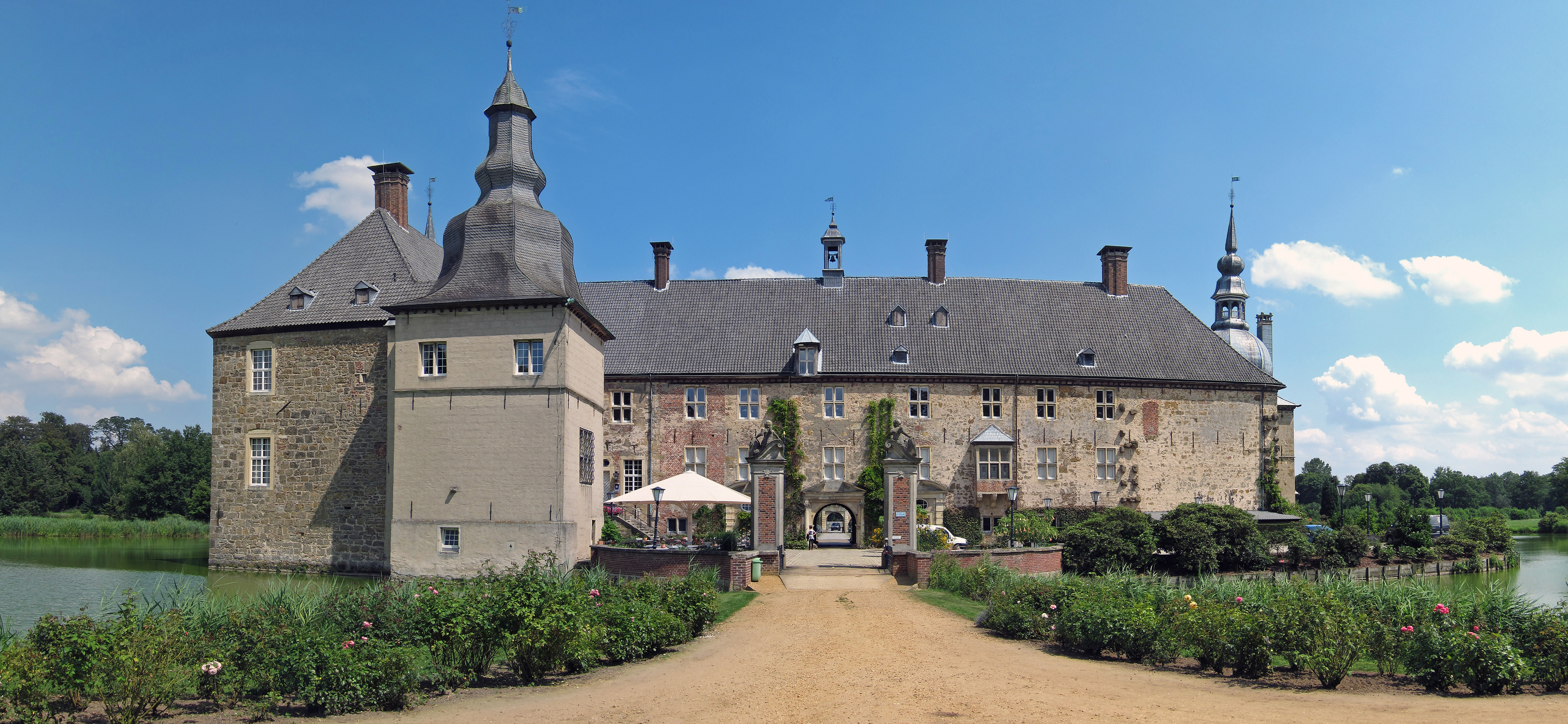
Haupthaus, Westseite; im Vordergrund der Kapellenturm
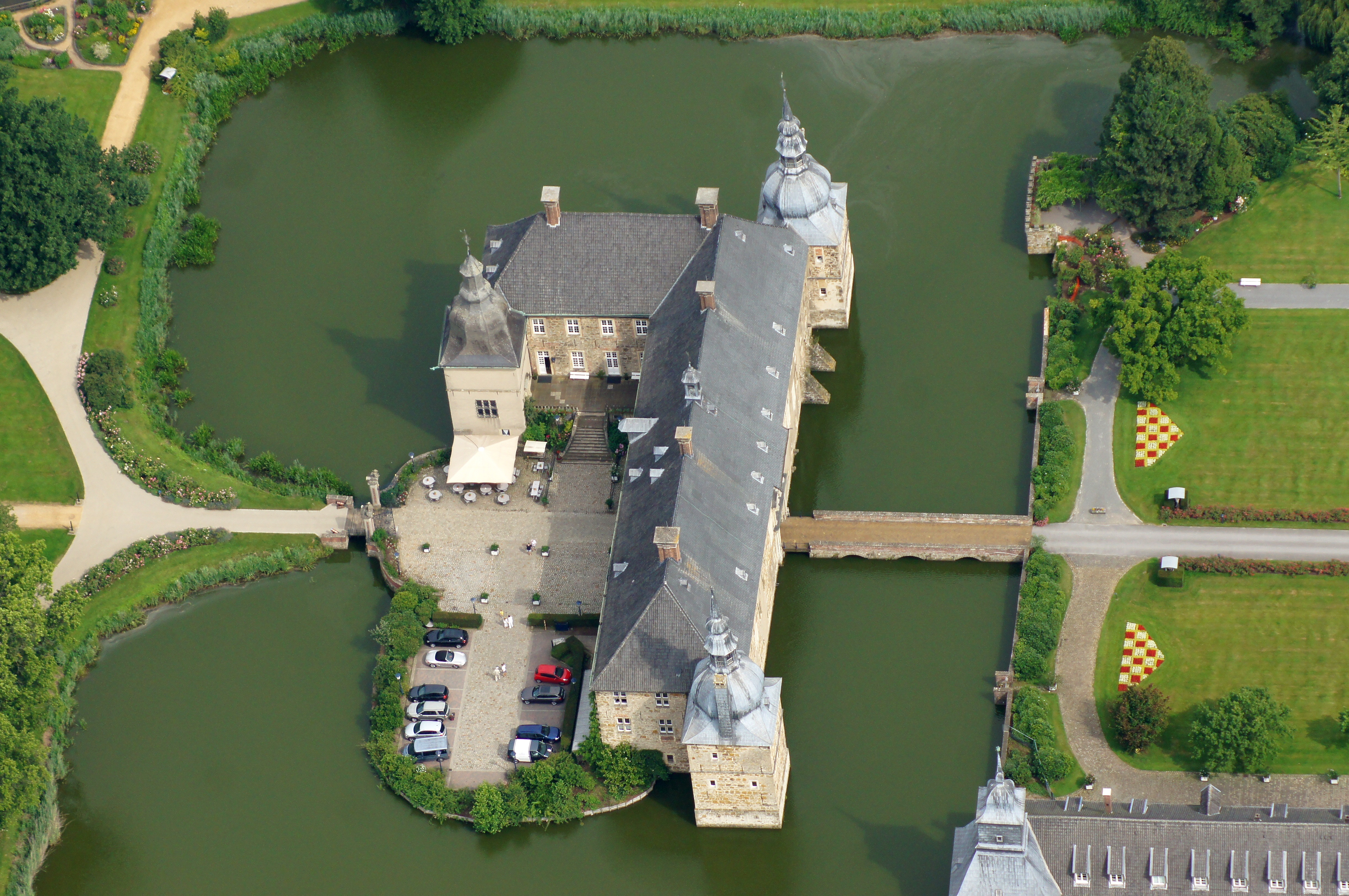
Luftbild des Haupthauses
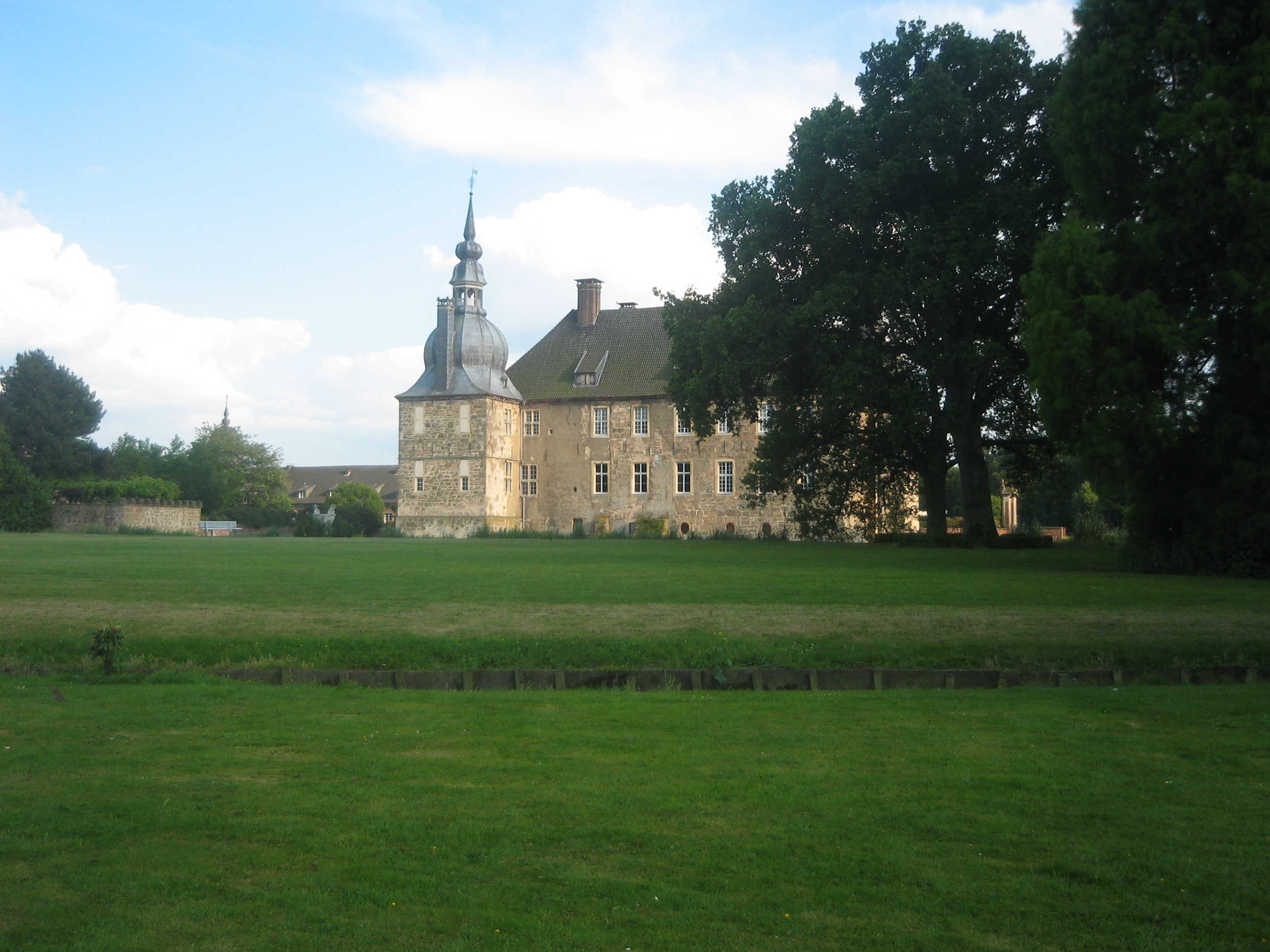
Schloss Lembeck von der Parkseite

#### Kapellenturm
Der im neugotischen Stil gehaltene Kapellenturm befindet sich an der nordwestlichen Ecke des Herrenhauses. Er ist der am häufigsten veränderte Teil des Schlosses. Sein Portal auf der Ostseite stammt der Gestaltung nach vom Ende des 17. Jahrhunderts. Früher war sein Keller ein Gefängnis, später diente er als Weinkeller des im Schloss beheimateten Restaurants. Sein einstiges Kreuzgewölbe wurde 1737 abgerissen.
Der Turm erhielt seinen Namen von der dort seit 1737 verbürgten Kapelle, die erstmals 1363 – damals noch im Saalkammerhaus – Erwähnung fand. Die Behauptung, die Kapelle sei 1692 vom Saalkammerhaus dorthin verlegt worden, ist nach bisheriger Urkundenlage nicht gesichert.

### Innenräume des Herrenhauses im Hochparterre

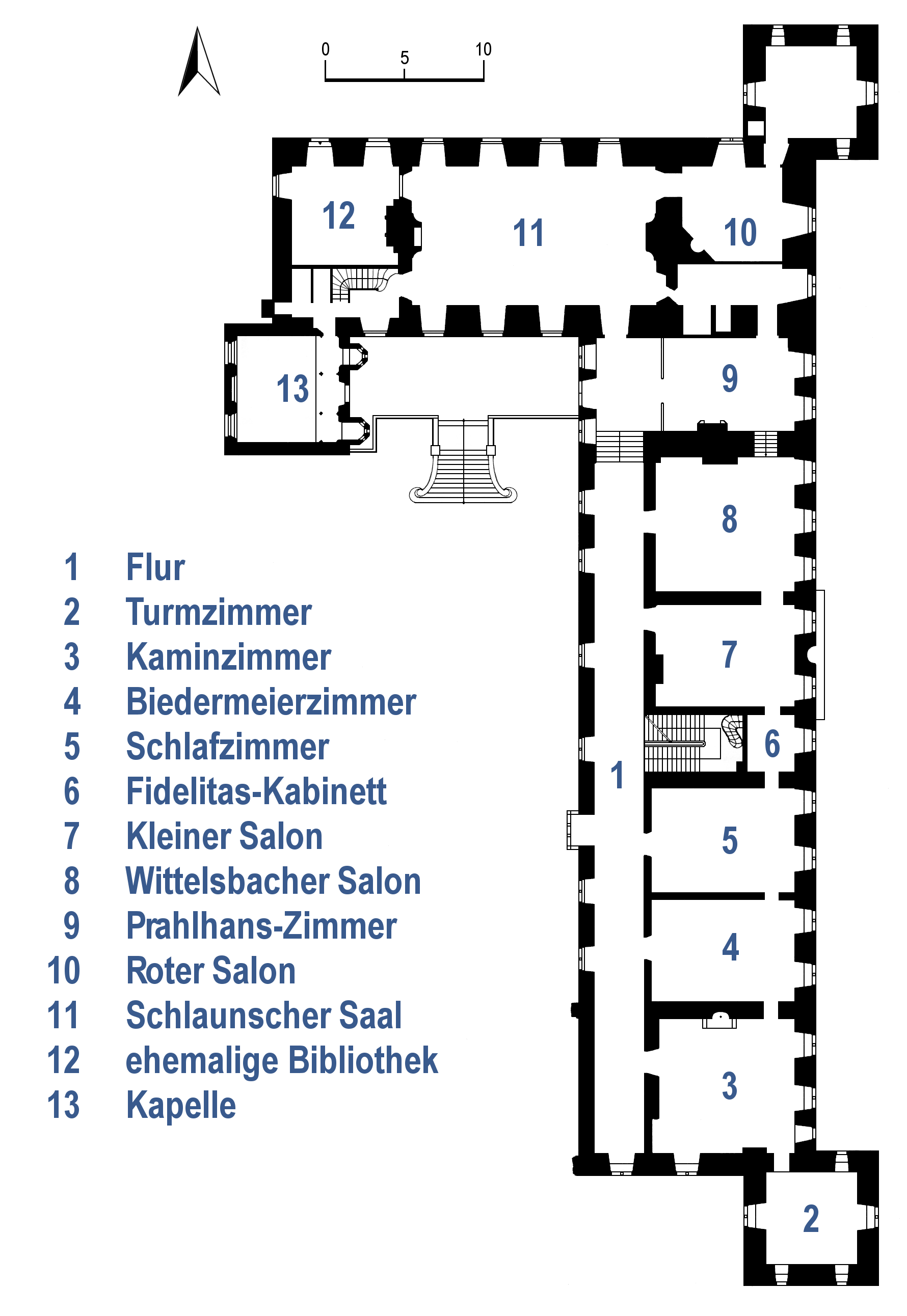
Grundriss des Hochparterres

Die Lembecker Innenräume besitzen nicht die bei anderen barocken Schlössern übliche hierarchische Anordnung der Zimmer um einen zentralen Raum oder Saal, was wahrscheinlich darin begründet liegt, dass dies die alte Bausubstanz während der Bauarbeiten im letzten Viertel des 17. Jahrhunderts nicht zuließ. Die Zimmeranordnung im Kabinettsystem in Enfilade folgt französischen Vorbildern, obwohl dies zur Zeit des Baus in Frankreich bereits wieder aus der Mode gekommen war. Die Durchgänge der Räume liegen jedoch nicht exakt in einer Reihe.
Mit Ausnahme des Fidelitas-Kabinetts, des kleinen Salons und des kleinen Saals sind sämtliche Räume mit einem dunklen, kassettierten Eichenlambris getäfelt, das typisch für eine frühbarocke Ausstattung ist.

#### Hauptflügel
Flur
Dem 45 Meter langen hofseitig gelegenen Flur schließen sich fünf Räume an. An seinen östlichen Wänden hängen fünf große Wandteppiche des 17. Jahrhunderts aus einer flämischen Werkstatt mit Darstellungen aus dem Sagenkreis um Odysseus und Iphigenie. Eine Wappenkartusche vom Ende des 17. Jahrhunderts zeigt das Allianzwappen der Familien Westerholt und von der Recke. Eine Sammlung von Porzellan niederländischer und asiatischer Herkunft vervollständigt die Ausstattung des Flurs.
Turmzimmer
Das Zimmer nimmt mit seinem 5,75 × 5,75 Meter messenden Grundriss den gesamten Südturm ein. Als einziger Wohnraum des gesamten Schlosses besitzt es ein massives Kreuzrippengewölbe. Der untere Teil seiner Wände sowie die Flächen zwischen den Fenstern weisen eine Vertäfelung auf, die aus Teilen von Hochzeitstruhen aus der Zeit des Rokokos und des Empires gefertigt ist. An der Südwand des Zimmers befindet sich ein Kamin aus dem Jahr 1563, dessen Standort ursprünglich der abgebrannte Nordflügel der Vorburg war.
Kaminzimmer
Das Kaminzimmer besitzt eine Balkendecke, die erst 1960/61 unter einer Stuckdecke freigelegt wurde und noch Reste der originalen Bemalung aus dem 17. Jahrhundert aufweist. Benannt wurde der Raum nach seinem Kamin aus Baumberger Sandstein, der reiche Verzierungen im Stil der Renaissance besitzt. Das an ihm angebrachte Wappen verweist auf die verwandtschaftlichen Beziehungen zu den Familien von Raesfeld sowie von Bronckhorst, die auf der Burg Anholt ansässig waren. Ein Grundrissplan von 1779 zeigt an der Südseite des Raumes zwei Ankleidezimmer, die einen Hinweis auf seine ehemalige Funktion als Paradeschlafzimmer liefern.
Biedermeierzimmer
Seinen Namen erhielt der Raum erst in jüngerer Vergangenheit durch den Stil seiner Einrichtung. Ansonsten ist er sehr schmucklos und besitzt keinerlei architektonische Dekoration.
Schlafzimmer
Architektonischer Blickfang des Schlafzimmers ist eine große, klassizistische Stuckrosette an seiner Decke. Ausgestattet ist der Raum mit einem spätgotischen Schrank aus der Zeit um 1500 sowie einem Himmelbett mit Baldachin, das ein Allianzwappen der Familien von Raesfeld und von der Recke trägt.
Fidelitas-Kabinett
Benannt wurde das Fidelitas-Kabinett nach einem Ölgemälde an der Zimmerdecke, das eine allegorische Darstellung der Fidelitas zeigt. Es handelt sich dabei um das einzige original erhaltene Wandgemälde Lembecks. Auffälligstes Unterscheidungsmerkmal zu den übrigen Räumen ist das Weiß seines Eichenlambris. Von seinem Stuck in zarten Pastelltönen werden kleine ovale Ölgemälde eingefasst, die wahrscheinlich Porträts der Töchter Dietrich Conrads von Westerholt und seiner Ehefrau Maria Theodora von Waldbott-Bassenheim-Gudenau darstellen. Mit nur 10,6 m² Grundfläche das kleinste Zimmer des gesamten Schlosses, wurde es 1972 komplett restauriert.
Kleiner Salon
Der Raum über der Durchfahrtshalle besitzt Türen und eine Vertäfelung, die weiß gestrichen sind. Chinois-Tapeten aus dem 18. Jahrhundert bekleiden seine Wände. Der Fußboden aus Eichenparkett ist noch in seiner ursprünglichen Form erhalten. Ein ehemaliger Kamin wurde im 18. Jahrhundert durch einen zylindrischen Ofen aus Gusseisen ersetzt, als diese neue Art der Beheizung in Mode kam.
Kleiner Saal (Wittelsbacher Salon)
Als einziger Raum des Hochparterres weist der kleine Saal drei Fenster auf. Er besitzt eine Stuckdecke, die in Pastelltönen gehalten ist, und einen Parkettfußboden, der eine Intarsienarbeit ist. Vor einem Kamin aus rotem Marmor aus der Zeit des Rokokos und Régence weist er die Initialen der damaligen Schlossbewohner, Clemens August von Merveldt und seiner Frau Marie Antoinette, geborene Gräfin von Wolff-Metternich, auf. Ein Gemälde über dem Kamin zeigt den Kölner Fürstbischof Clemens August. An der Westwand hängt ein Porträt Goswin von Merveldts, dem Großprior des Malteserordens für Deutschland und Reichsfürsten zu Heitersheim. Supraporten über den Türen zeigen Bildnisse der Westerholtschen Töchter.
Ausgestattet ist der Raum mit weiß- und goldgefassten Sitzmöbeln im Stil des Rokokos, deren Bezüge aus Gobelin-Stickereien bestehen. Sie stammen aus dem 1941 durch Bomben zerstörten Merveldter Hof in Münster.
Prahlhans-Zimmer
Das Prahlhans-Zimmer liegt am nördlichen Ende des Hauptflügels und damit im ältesten Teil des Herrenhauses. Es liegt tiefer als die übrigen Räume, aber auf gleichem Niveau wie der Schlaunsche Saal. Es verfügt über eine reiche Stuckierung, die teils sogar feiner ausgeführt ist als jene im großen Festsaal und von etwa 1730/40 stammt. Sein Kamin aus schwarzem Marmor entstand erst nach 1779 und steht auffälligerweise nicht an der Rückseite des Kamins des angrenzenden kleinen Saals.

#### Nordflügel
Ehemaliges Speisezimmer (Roter Salon)
Das ehemalige Speisezimmer weist im Osten eine Mauerstärke von 2,30 Metern und somit die dickste Wand des gesamten Flügels auf. Der rechteckige Raum ist durch eine Mauer in einen flurartigen Durchgang von 2,55 × 6,35 Metern und ein nahezu quadratisches Kabinett mit einem Grundriss von 5,90 × 6,35 Metern unterteilt. Seinen Beinamen Roter Salon verdankt das ehemalige Speisezimmer mit seinen klassizistischen Stuckaturen vom Ende des 18. Jahrhunderts seiner Wandbespannung aus rotem Seidendamast.
Großer Festsaal (Schlaunscher Saal)
Der von Johann Conrad Schlaun gestaltete große Festsaal im Stil des Spätbarocks ist der größte Raum des Schlosses und nimmt mit seiner Grundfläche von 140 m² die gesamte Breite des Nordflügels ein. Er besitzt insgesamt sechs Eingänge, vier davon befinden sich in der Ost- und Westwand. Der fünfte und eigentliche Haupteingang liegt in der Südostecke, während sich der sechste eher unauffällig hinter dem mittleren der drei terrassenseitigen Südfenster von 1738 verbirgt. Diesen liegt jeweils symmetrisch ein Fenster in der Nordwand gegenüber. Supraporten über den Türen zeigen Szenen aus dem Landleben.
An den beiden Stirnseiten des Saales steht in deren Mitte jeweils ein Kamin aus schwarzem Marmor, die dort vor 1738 installiert wurden. Darüber hängen jeweils ein Spiegel und die Porträts der damaligen Eigentümer Ferdinand Dietrich von Merveldt und seiner Frau Maria Josepha Anna Theodora Gabriele, geborene von Westerholt. Weitere elf Porträtgemälde, welche die Kinder der Schlossherren sowie deren Ehepartner zeigen, und das Porträt eines Unbekannten hängen an den mit grünem Seidendamast bespannten Wandflächen, die in der unteren Hälfte mit kassettiertem Eichenlambris getäfelt sind. Die wertvolle Wandbespannung wurde 1954 nach Vorlagen alter Fotos erneuert, nachdem sie 1946 durch Angehörige von im Schloss stationierten Militärtruppen gestohlen worden war.
Die bemerkenswerteste Ausstattung des Festsaales sind seine aufwändig gestalteten Stuckaturen an der Decke, die wahrscheinlich aus der Zeit von 1730 bis 1733 stammen. Sie weisen große Ähnlichkeiten mit den Stuckarbeiten des gelben Appartements im Schloss Augustusburg und in den Räumen des Schlosses Nordkirchen auf, die ebenfalls von Schlaun gestaltet wurden. Durch Wassereinbruch, der aus Beschädigungen der Gebäude während des Krieges resultierte, waren die Lembecker Stuckaturen stark beschädigt und wurden 1954 wiederhergestellt sowie 1973 restauriert. Sie präsentieren sich heute in zarten grünen, gelben und rosafarbenen Pastelltönen.
Ehemalige Bibliothek
Das westlich des Schlaunschen Saales gelegene Kabinett beherbergte früher die Schlossbibliothek. Der 6,40  6 m² messende Raum wurde während des Zweiten Weltkriegs an seiner Nordwestecke durch einen Bombentreffer fast vollständig zerstört und anschließend nicht mehr „in alter Pracht“ wiederhergestellt. Er ist heute der einzige Raum des Schlosses ohne eine Wandvertäfelung. Im Zimmer hängen Porträts von Mitgliedern der Familien von Merveldt und von Galen sowie ein Gemälde, das den Tod Richard Löwenherz’ darstellt und der Nazarener Schule zugerechnet wird.

#### Kapellenturm
Die Kapelle besitzt eine neugotische Ausstattung. Die Herrschaftsempore befindet sich auf der Ostseite und wird von zwei freistehenden Pfeilern gestützt. Rotbraune, blaue und goldfarbene Ornamente verzieren die kassettierte Stuckdecke.

### Parkanlage
Nach Umbauarbeiten in den Jahren 1674 bis 1692 wurde westlich des Schlosses nach Entwürfen von August Reinking ein Barockgarten nach französischem Vorbild mit symmetrischen Wegeachsen angelegt. Eine Bestandsaufnahme der landschaftlichen Umgebung Lembecks aus dem Jahr 1804 zeigt, wie die „alles durchdringende“ Ost-West-Achse der Anlage im Waldgebiet „der Hagen“ endete.
Von den östlichen Anlagen ist heute kaum noch etwas zu sehen. Lediglich einige überwucherte Schneisen im Wald zeugen davon, dass dieser Teil einst mit zum Gestaltungskonzept gehörte.
Im 19. Jahrhundert wurde die Parkanlage unter Ferdinand-Anton von Merveldt dem Zeitgeschmack entsprechend zu einem englischen Landschaftsgarten umgestaltet.

## Geschichte

### Besitzer und Bewohner
Mit Adolf von Lembeck (auch „von Lehembeke“) wurde 1177 erstmals ein Ritter dieses Namens als Ministeriale des Hochstifts Münster urkundlich erwähnt. Seine Familie, die Herren von Lembeck, übte die Gerichtsbarkeit über die gleichnamige Herrlichkeit aus. Seit 1390 war die damalige Burg ein Offenhaus des Bischofs von Münster.
Als 1526 mit Johann von Lembeck die Familie im Mannesstamm erlosch, kam der Besitz über Johanns Tochter Berta, die seit 1515 mit Bernhard I. von Westerholt verheiratet war, an diese mächtige, westfälische Adelsfamilie. Bernhard I. begründete so die Linie „von Westerholt zu Lembeck“. Seine offizielle Belehnung mit der Herrlichkeit durch den Bischof von Münster, Franz von Waldeck, geschah im Jahre 1536. Bernhard war dessen Vertrauter und hatte das Oberkommando über die bischöfliche Reiterei. Außerdem gehörte er dem Ausschuss zur Vertreibung der Täufer aus Münster an und unterstützte den Bischof, als dieser 1534 vor der Täuferbewegung nach Dülmen fliehen musste. Als Bernhard I. am 26. August 1554 verstarb, übernahm sein Sohn Bernhard II. als Majoratsherr die Familiengeschäfte und führte die Tradition der starken Bindung an Münster fort.
1576 brach der Achtzigjährige Krieg über Burg und Herrlichkeit Lembeck herein. Sowohl Bernhard II. als auch sein Sohn Matthias, der ihm als Majoratsherr der Familie nachfolgte, taten ihr Bestes, um ihr Lehen vor Übel zu bewahren, doch konnten sie nicht verhindern, dass die Region stark unter den Kriegsgeschehnissen zu leiden hatte. Matthias von Lembeck genoss hohes Ansehen beim Adel der Region und konnte gemeinsam mit den Herren von Velen, von Galen und von Raesfeld die Besetzung des Stiftes Münster durch spanische Truppen verhindern. Mehr noch, durch Verhandlungen mit den Spaniern ab 1607 erreichte Matthias sogar, dass das Stift auch weiterhin nicht von spanischen Truppen behelligt wurde. Der kränkelnde Matthias übergab die Herrschaft noch zu Lebzeiten an seinen Bruder Johann.
Die Folgen des Achtzigjährigen Krieges waren eine hohe Verschuldung der Herren von Lembeck, sodass Johann gezwungen war, die Burganlage 1631 an seinen Verwandten Bernhard von Westerholt zu Hackfort aus dem niederländischen Zweig der Familie zu verkaufen. Jener Bernhard war Hauptgläubiger der Herren von Lembeck und erhob Ansprüche von insgesamt 111.000 Reichstalern, die auf andere Weise nicht getilgt werden konnten.
Bernhard von Westerholt zu Hackfort focht während des Dreißigjährigen Krieges auf Seiten der katholischen Liga und hatte es dort bis zum Oberst in der kaiserlichen Armee gebracht. Bis zum Jahr 1633 blieben Burg und Herrlichkeit von diesem Krieg verschont, doch dann brach er auch über Lembeck herein. Zu Beginn des Jahres 1633 erhob Kaiser Ferdinand II. Bernhard für seine militärischen Verdienste in den Reichsfreiherrenstand, doch diese Nachricht erreichte den frisch gebackenen Freiherren nicht mehr auf seiner Burg in Lembeck, denn er hatte sich vor den Truppen des Landgrafen Wilhelm V. von Hessen-Kassel auf ein Familiengut in Haselünne flüchten müssen. An seiner statt residierte seit dem 16. Februar 1633 nun der General Peter Melander von Holzappel dort. Er hatte nach dem damals geltenden Kriegsrecht die Burg für sich eingenommen und zu seinem Hauptquartier gemacht. Bernhard wurde kurzerhand enteignet und starb am 19. November 1638 im „Exil“.
Erst 1641 gelang es Bernhards ältestem Sohn Burckhardt Wilhelm, die Burg wieder für seine Familie in Besitz zu nehmen. Dessen Sohn Dietrich Conrad Adolf wurde 1700 in den erblichen Stand eines Reichsgrafen erhoben und ließ in der Zeit von 1670 bis 1692 die Anlage zu einem der größten Wasserschlösser des Münsterlandes aus- und umbauen. Als er 1702 ohne männliche Nachkommen verstarb, brachte seine Erbtochter Maria Josepha Anna das Schloss 1708 durch Heirat mit dem Wolbecker Drosten Ferdinand Dietrich Freiherr von Merveldt zu Westerwinkel an diese Adelsfamilie, die 1726 in den Reichsgrafenstand erhoben wurde. In ihrem Besitz befindet sich die Anlage noch heute. Derzeitige Inhaber sind Ferdinand Graf von Merveldt und seine Frau Catharine.

### Baugeschichte
Ein wehrhaftes Gut, der sogenannte „Oberhof in der Le(h)mbecke“, wird bereits in Urkunden aus dem 12. Jahrhundert genannt. Er lag etwas abseits der damaligen Dörfer Lembeck und Wulfen und wurde durch die Herren von Lembeck im Auftrag des Bischofs von Münster verwaltet und bewohnt.
Diese bauten eine Turmhügelburg als neuen Familiensitz am Ort des heutigen Schlosses, die im 14. Jahrhundert das erste Mal urkundliche Erwähnung fand. Sie stand inmitten von Sumpf und Wasser und wurde in dieser Zeit nach Norden hin durch einen Anbau mit zwei Räumen (einem sogenannten Zweikammerhaus) erweitert. Im 15. Jahrhundert kamen eine Erweiterung sowie ein Eckturm (der sogenannte Kapellenturm) im Westen hinzu.
Um 1490 erfolgte eine Zusammenlegung des Grundbesitzes beider zu jener Zeit bestehenden Häuser. Die alte Burg wurde im Anschluss daran abgerissen.
Seine grundlegende, heutige Gestalt erhielt Schloss Lembeck unter Dietrich Conrad Adolf von Westerholt-Lembeck, der es in der Zeit von 1674 bis 1692 im Stil des Barocks aus- und umbauen ließ. Der mit der Ausführung beauftragte Baumeister ist bis heute unbekannt. Zwar nennt eine Vermessungsurkunde von 1674 einen „Meister Emond“, doch ist nicht sicher, ob es sich hier um den Baumeister oder aber nur um einen Maurermeister handelte. In jenem Jahr wurde mit dem Umbau und der Erweiterung des alten Dreikammerhauses begonnen. Ihm wurde südlich ein Flügel hinzugefügt, der 1679 fertiggestellt wurde.
Ein Umbau der Vorburganlage schloss sich bis 1692 an. Die einzelnen Bauphasen dieser Gebäude lassen sich noch durch die unterschiedliche Höhe der Geschosse und deutlich sichtbare Baufugen ablesen. Letztere versuchte man, mit einem Verputz, der heute nicht mehr erhalten ist, zu verdecken. 1741 erhielt der Torbau sein heutiges Mansarddach. Zuvor war er – wie sämtliche Türme der Schlossanlage – durch eine Welsche Haube gekrönt.

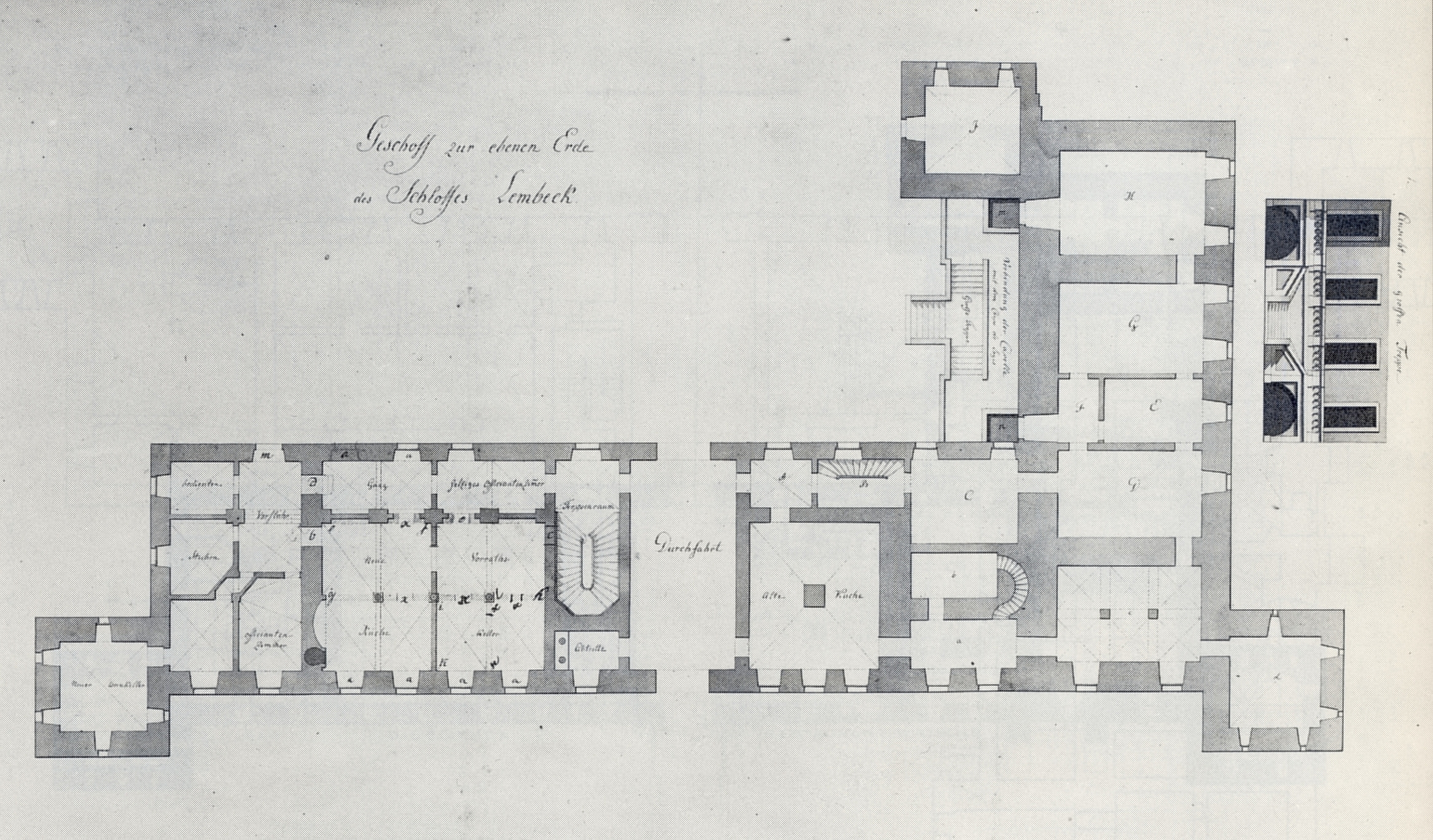
Grundriss des Herrenhaus-Kellers, 1819

Für nachfolgende Umbauarbeiten im 18. Jahrhundert zeichnete der Münsteraner Architekt Johann Conrad Schlaun verantwortlich. Nach ihm ist der prachtvolle, von ihm gestaltete Schlaunsche Saal im Nordflügel des Haupthauses mit spätbarocker Ausstattung benannt. Einhergehend mit dessen umfassender Neugestaltung wurde ein Renaissance-Erker an der Nordfassade des Flügels abgebrochen.
Nachdem im Jahr 1829 die Baufälligkeit des Kapellenturms festgestellt worden war, wurde dieser in den Jahren 1831 bis 1833 grundlegend restauriert. Erhaltene Dokumente aus der Bauzeit legen nahe, dass es sich bei den Arbeiten nicht um reine Sanierungsmaßnahmen, sondern vielmehr um einen fast völligen Abriss und Wiederaufbau gehandelt haben muss.

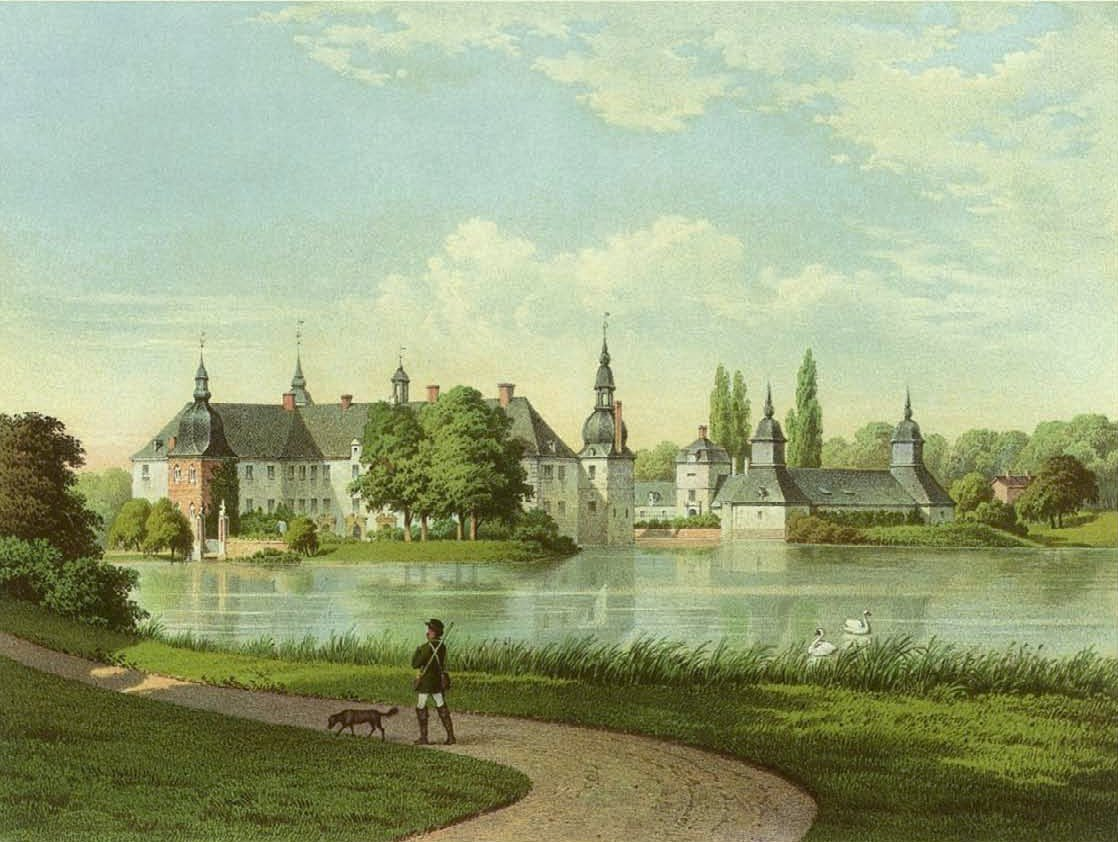
Schloss Lembeck um 1865, Sammlung Alexander Duncker

1887 brannte der Stallungen beinhaltende Nordflügel der Vorburg mit beiden Ecktürmen ab und wurde nicht wieder aufgebaut. Allerdings könnte die Datierung des Brandes falsch sein, denn erst 1889 existiert ein Aktenvermerk, der einen Brand in jenem Jahr vermuten lässt: „Einer der vier Ecktürme der Vorburg wurde durch die Unvorsichtigkeit der Russen eingeäschert.“
Während des Zweiten Weltkriegs trug Schloss Lembeck 1943 durch Bombentreffer und Vandalismus der Besatzer erhebliche Schäden davon. Nach deren Reparatur, die der Architekt Franz Schneider 1947 begann und sein Sohn Paul Schneider-Esleben 1948 zunächst fortsetzte, öffneten die damaligen Eigentümer, Maria-Josefa Freifrau von Twickel, geborene Gräfin von Merveldt, und ihr Ehemann Johannes 1954 die Anlage für die Öffentlichkeit.
1958 wurde deshalb der Südflügel der Vorburg zu Wohnzwecken umgebaut, da die Schlossbesitzer eine ruhigere Unterkunft benötigten. Zuvor wurde die Vorburg noch als reines Geräte- und Stallgebäude genutzt, und in ihrem Südwest-Turm war im 19. Jahrhundert eine Branntweinbrennerei eingerichtet.
In den 1960er und 1970er Jahren wurden von Seiten des Landesamts für Denkmalpflege zahlreiche Restaurierungs- und Sanierungsmaßnahmen auf Schloss Lembeck durchgeführt. Unter anderem wurden 1969 die Schlaunschen Brückenpfeiler zum Garten restauriert und 1977 auf die roten Ziegel des Kapellenturms in Anlehnung an frühere Zeiten ein grauer Putz aufgebracht. Nach Umbauarbeiten konnte zudem 1965 im Obergeschoss des Herrenhauses ein Hotel und im Gewölbekeller ein Restaurant eröffnet werden.
Die vier grundlegenden Bauphasen des Herrenhauses von Schloss Lembeck lassen sich heute sehr gut an den Mauerstärken des vorhandenen Baubestands ablesen: je dicker die Mauer, desto höher ihr Alter. Erhaltene Teile des einstigen Wohnturms bzw. Saalkammerhauses der Herren von Lembeck im Nordflügel weisen eine Dicke von bis zu 2,30 m auf. Mit Ausnahme der Westseite des Prahlhans-Zimmers sowie der Nord- und Südwand des Schlaunschen Festsaales sind die erhaltenen Mauern der zweiten Bauphase zuzuordnen (1,90–2,10 m). Der Anbau des südlichen Flügels sowie der drei Ecktürme lässt sich als dritte Bauphase charakterisieren: Die Fassadenmauern des Flügels sind 1,10–1,30 m dick, während die Ecktürme eine Mauerstärke von 1,40–1,70 m aufweisen. Die im Vergleich zu den beiden übrigen Ecktürmen geringe Mauerstärke des Kapellenturms lässt sich durch seinen wahrscheinlichen Neuaufbau ab 1831 erklären.

### Heutige Nutzung

#### Gebäude
Bis Ende 2016 diente ein Teil des Schlosses als Hotel und Restaurant. Darüber hinaus wird die Anlage heute für vielfältige Zwecke genutzt. So beheimatet sie im Hochparterre des Haupthauses ein Schlossmuseum, das im Rahmen einer Führung zu besichtigen ist. Zu sehen sind bei einem Rundgang unter anderem Kunstgegenstände, welche die Eigentümer in mehr als 300 Jahren zusammengetragen haben; so zum Beispiel chinesisches Porzellan, flämische Tapisserien, Gemälde und Möbel aus der Zeit des Rokokos und Empires/Biedermeiers.
Im Dachgeschoss des Haupthauses hat seit 1992 das vom Heimatverein Lembeck betriebene Heimatmuseum (geöffnet Samstag- und Sonntagnachmittag) ein Zuhause gefunden. Zu sehen sind dort Sammlungen von handwerklichen sowie landwirtschaftlichen Gerätschaften und Alltagsgegenständen aus vergangener Zeit sowie archäologische Funde.
In der ehemaligen Schlossküche im Untergeschoss des Haupthauses befindet sich außerdem eine Galerie, die Bilder des Künstlers Hanns Hubertus Graf von Merveldt zeigt. Ihr barockes Ambiente steht auch für standesamtliche Trauungen zur Verfügung. Zudem können einige Räumlichkeiten des Schlosses für private Zwecke angemietet werden. So steht zum Beispiel der Schlaunsche Saal für Festlichkeiten zur Verfügung oder kann die Schlosskapelle für Trauungen oder Taufen genutzt werden.
Zweimal jährlich locken Großveranstaltungen im Schlosspark mehr als 20.000 Besucher an. Im späten Frühling findet die viertägige Landpartie statt, und im späten Sommer ist das Schlossgelände Veranstaltungsort für den Kunstmarkt fine arts. Darüber hinaus finden im Festsaal des Schlosses regelmäßig Konzerte statt.

#### Parkanlage

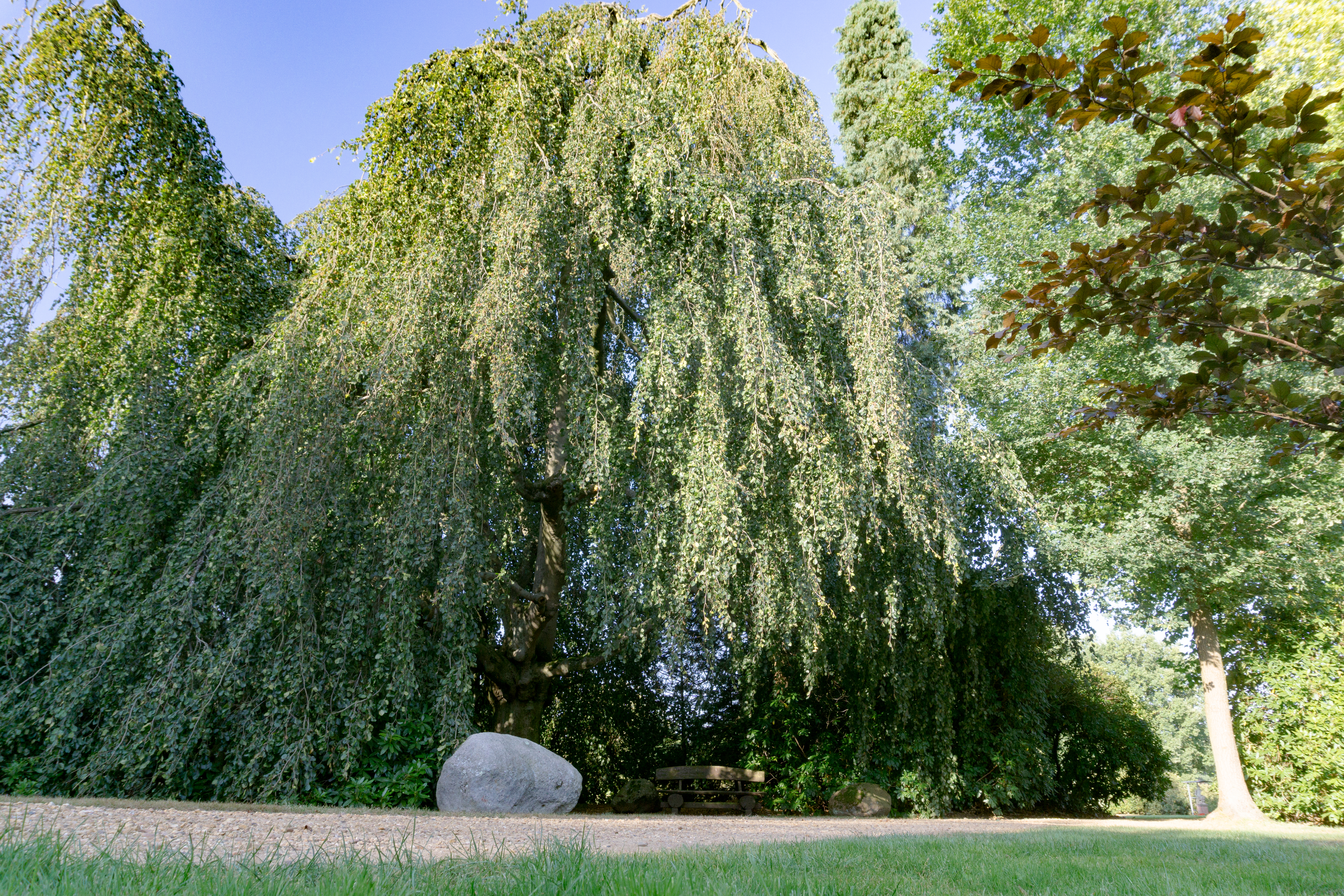
Teil des Schlossparks

Der einstige Privatgarten der Schlossbesitzer entwickelte sich mit wachsender Zahl von Schlossbesuchern allmählich zu einem Ausflugsziel für die ganze Familie.
1960 begann der damalige Leiter der Schlossgärtnerei, Heinrich Nottelmann, die Rhododendronzucht auf Schloss Lembeck. 1967 wurde ein unmittelbar am Park angrenzendes Gebiet von vier Hektar als Rhododendrongarten ausgebaut. Dieser wurde mit den selbst gezüchteten Arten sowie Ankäufen aus einer Holsteiner Zucht bepflanzt. Der Garten heißt heute Heinrich-Nottelmann-Park und gilt mit seinen 150 verschiedenen Rhododendronarten und 70 weiteren Baumarten vor allem während der Rhododendronblüte (in der Zeit von Mitte Mai bis Mitte Juni) als besonders reizvoll.
Neben der Gartenanlage gibt es auf dem Gelände des Parks einen Spielplatz und einen Streichelzoo, die für Kurzweil bei den jüngere Besuchern sorgen, während sich die älteren auf dem mietbaren Grillplatz vergnügen können.